# S/2007 S 8
S/2007 S 8 — природний супутник Сатурна. Відкритий Скоттом Шеппардом, Девідом Джуїттом, Дженом Кліна, Едвардом Ештоном, Бреттом Гладманом, Жан-Марком Петі та Майком Александерсеном 10 травня 2023 року після спостережень, проведених у період з 5 січня 2005 року по 9 липня 2021 року.
Діаметр S/2007 S 8 — близько 4 км, велика піввісь — 17 049 000 км, орбітальний період — 836,9 земної доби, обертається навколо Сатурна з прямим напрямком під нахилом 36,5° до площини екліптики, ексцентриситет орбіти — 0,490.
S/2007 S 8 наразі є найменш нахиленим неправильним природним супутником Сатурна. S/2007 S 8 належить до галльської групи.